# Shacky Carmine
Shacky Carmine és una pel·lícula espanyola de 1999 dirigida per Chema de la Peña, produïda per Fernando Colomo i protagonitzada per Fernando Cayo, Andrés Gertrudix, Rebeca Jiménez, Pau Colera, Manolo Caro i Nathalie Seseña. Fou rodada a Salamanca i Madrid i estrenada amb tres finals diferents: el de la versió standard, el de l' extreme version i un tercer, només visible a través d'Internet. Mostra la història d'un grup musical alternatiu espanyol des d'una estètica propera al còmic. Va aixecar molta expectació pel nombre de cameos fets per artistes musicals coneguts d'aquells anys (Bunbury, Raimundo Amador, Dover, Kiko Veneno, Undershakers, Manu Chao, Mucho Muchacho, Albert Pla, Undrop, Ska-P, Manolo Kabezabolo, Kike Turmix, Jesús Ordovás i Joaquín Luqui).

## Argument
Un grup de rock independent de Salamanca, anomenat Shacky Carmine, format per un baix, guitarra i teclats, emigra a Madrid per a triomfar, però la violència i les drogues es creuen en el seu camí. Després de durs esforços tocant en timbes tronades, sembla que la cosa marxa. Amb només un disc gravat, la seva música pega molt forta al món underground. Tot sembla començar a somriure'ls, però el temps acaba col·locant a cadascun en el seu lloc.

## Repartiment
- Raimundo Amador...	Venedor de guitarres
- Karmele Aranburu...	Trío Pimpinela
- Marta Belenguer
- Carla Calparsoro	...	Vero
- Manolo Caro	...	Kiko
- Fernando Cayo	...	Apolo
- Alicia Cifredo	...	July
- Pau Cólera ...	Zalo
- Rosa Estévez
- Patxi Freytez...	PK
- Mapi Galán...	Toni Mad
- Andrés Gertrúdix	...	Rodol
- Julián Hernández
- Rebeca Jiménez	...	Malú
- Duna Jové ...	Otra Surf

## Premis i nominacions
Fou nominada al premi revelació a les Medalles del Cercle d'Escriptors Cinematogràfics de 1999. Al Festival de Cinema d'Espanya de Tolosa de Llenguadoc de 1999 va guanyar el premi al millor actor per Fernando Cayo i a la millor fotografia per David Omedes.

## Banda sonora
El disc de la banda sonora de la pel·lícula fou editat pel segell DRO EastWest S.A. i contenia 26 cançons de grups alternatius de diferents estils d'aleshores.
| Núm. | Títol                                 | Durada |
| ---- | ------------------------------------- | ------ |
| 1.   | «¿A Qué Esperamos?» (Dickers)         |        |
| 2.   | «Guara hari» (Undrop)                 |        |
| 3.   | «La chica de Ayer» (Undershakers)     |        |
| 4.   | «The Things I Love» (Aneurol 50)      |        |
| 5.   | «Ya veremos» (Hank)                   |        |
| 6.   | «Después De Un Año»                   |        |
| 7.   | «Me and my Mulon» (Dover)             |        |
| 8.   | «Hola, Hijos De Puta»                 |        |
| 9.   | «Bienestar General» (Freak XXI)       |        |
| 10.  | «Nada» (Bunbury)                      |        |
| 11.  | «Blue shadow» (Microaventuras)        |        |
| 12.  | «Shacky Carmine» (Carlos Jean)        |        |
| 13.  | «Dejándonos Caer» (7 notas 7 colores) |        |
| 14.  | «H.P.» (Super Skunk)                  |        |
| 15.  | «A cada paso» (Narco)                 |        |
| 16.  | «¿Un Estupa? Cojonudo...»             |        |
| 17.  | «Police raid» (San Francisco Mouse)   |        |
| 18.  | «Rock And Roll (Radio Edit)» (Klub)   |        |
| 19.  | «Tenemos una gira»                    |        |
| 20.  | «Central control» (TV People)         |        |
| 21.  | «El Bien & El Mal» (Ari)              |        |
| 22.  | «Que os den por el puto culo»         |        |
| 23.  | «Iaka 0003» (Supercinexcene)          |        |
| 24.  | «Tristeza (Remix Shakermoon)» (Lliso) |        |
| 25.  | «Tranquis que sólo son tres»          |        |
| 26.  | «Última fase» (Freak XXI)             |        |